# 寺社勢力
寺社勢力（じしゃせいりょく）とは、社寺勢力（しゃじせいりょく）とも呼ばれ、日本中世において、武家政権・朝廷とともに権力を三分した、大寺院・神社（当時は神仏習合のために一体）による軍事・行政・経済・文化パワーである。武家政権や朝廷のように権力中枢があったわけではなく、各寺社が独立して行動し、また一寺社内でもさまざまな集団がせめぎ合っていたため、「勢力」と呼ぶ。

## 概要
平安時代末期、延暦寺、興福寺大寺社僧兵抱えて独自の武力を備え、また神輿を担いで強訴を行い、自身の要求を主張するようになった。
また、衆徒・神人とよばれる俗人を多数配下において大人口を誇り、経済・学問・工芸活動などが盛んだった寺社周辺は、近年の日本歴史学で「境内都市」と呼ばれる一大メガロポリスであった。
延暦寺は、配下においていた祇園社が京の鴨川の東側に大きな境内（領地）を持っていたこと、興福寺は大和国一国の荘園のほとんどを領して中世を通してその経済力で京に大きな支配力を及ぼした。強大な寺社勢力である延暦寺と興福寺を合わせて「南都北嶺」（なんとほくれい）と称された。
また、大寺社内は「無縁所」とよばれる地域であり、生活に困窮した庶民が多く移民し、寺社領地内に吸収された。また、幕府が罪人を捜査する「検断権」も大寺社内には及ばず、そのため源義経や後醍醐天皇など、戦乱に追われた人々の多くが寺社にかくまわれた。
戦国時代末期において、織田信長、豊臣秀吉などは寺社勢力と激しく敵対し、苛烈な戦いを繰り広げた。だがその一方で、安土城の築城に延暦寺の職人を利用したり、根来寺の鉄砲を戦争に利用するなど、寺社勢力の高い技術力を活用もした。
豊臣秀吉によって1585年から1588年にかけて出された刀狩令は百姓等のみならず寺社勢力の武器没収も意味しており、この結果として約五百年間続いた寺社勢力は日本の権力構造から消えることとなった。

## 主な寺社勢力
- 比叡山 延暦寺
- 日吉大社
- 祇園社（現：八坂神社）
- 清水寺
- 石清水八幡宮寺（現：石清水八幡宮）
- 四天王寺
- 東大寺
- 一向宗(浄土真宗本願寺派)
  - 石山本願寺
  - 山科本願寺
  - 尾山御坊
  - 吉崎御坊
  - 一向一揆
- 専修寺(真宗高田派)
- 金峯山寺（吉野）
- 興福寺
- 醍醐寺
- 高野山 金剛峯寺
- 熊野三山
- 聖護院
- 園城寺
- 根来寺
- 出羽三山
- 平泉寺（現：平泉寺白山神社）
- 石動山 天平寺（現：伊須流岐比古神社）
- 多武峰 妙楽寺（現：談山神社）
- 大山寺
- 諏訪大社
- 厳島神社
- 宗像大社
- 宇佐神宮
- 阿蘇神社
- 英彦山　霊仙寺